# مايك ريغان (سياسي)
مايك ريغان هو سياسي أمريكي، ولد في 10 سبتمبر 1961 في هاريسبرج في الولايات المتحدة. نشط حزبياً في الحزب الجمهوري. وقد انتخب عضو مجلس نواب بنسيلفانيا ‏.

## وصلات خارجية
- الموقع الرسمي